# Spodek
Spodek er en indendørs multiarena i Katowice, Polen. Den blev indviet 9. maj 1971 under navnet Wojewódzka Hala Widowiskowo-Sportowa w Katowicach (Voivodeship Sport og Show Arena i Katowice)

## Historie
Byggeriet af arenaen begyndte i 1964, og stod færdig i foråret 1971. I 1997 fik stedet sit nuværende navn, og den blev i årene 2011 til 2013 renoveret. 
Spodek har en maksimal kapacitet på 11.500 tilskuere, hvoraf der er 7.776 siddepladser.